# 大人の極上ゆるり旅
『大人の極上ゆるり旅』（おとなのごくじょうゆるりたび）は、テレビ東京ほかで放送されていた旅番組である。テレビ東京では、2011年10月3日から2013年3月29日まで放送された。

## 概要
一度は行ってみたい高級名旅館、のんびり秘湯・名湯を巡る旅や近場の旅などを紹介する。1時間番組ではあるものの、30分に編集した内容の2本立てで構成されている。
2013年4月から『ヨーロッパ水風景』（BSジャパン製作）の再構成版を放送する事になったため、2013年3月29日を以って終了した。

## 旅人
旅人は一人だけの場合と、夫婦や親子で出演する場合がある。
- 荻原次晴
- 小島秀公（テレビ東京アナウンサー）
- 楊さちこ
- 中島史恵
- 今陽子
- 川野太郎
- 宮本和知（元プロ野球選手）
- 井手らっきょ
- 有賀さつき
- 野村真美
- 小林綾子
- 村井美樹
- 山田邦子
- 倉石功夫妻
- ダンディ坂野
- 木之元亮
- 舞の海秀平
- レッド吉田
- 見栄晴
- 三笑亭夢之助
- 三ツ木清隆
- おりも政夫夫妻
- 駒田徳広（元プロ野球選手）夫妻
- 安田団長（安田大サーカス）・さち夫妻
- コント竹田君・美起子夫妻
- 白石まるみ・守永真彩親子
- 堀越のり親子
- 城崎仁親子
- 水沢アキ親子
- 田中美奈子・岡田太郎夫妻
- 天田俊明夫妻
- 佐藤弘道・久美子夫妻
- 野村将希夫妻

他

## ナレーター
- 増田晋
- 大山尚雄
- チョー
- 古賀慶太（2012年4月-）
- 町亞聖（2012年4月-、元日本テレビアナウンサー）
- 中西俊彦（2012年10月-）

## ネット局

### 現在
| 放送対象地域   | 放送局         | 系列           | 放送日時                  | 備考                       |
| -------------- | -------------- | -------------- | ------------------------- | -------------------------- |
| 関東広域圏     | テレビ東京     | テレビ東京系列 | 平日 11:35 - 12:30        | 制作局                     |
| 愛知県         | テレビ愛知     | テレビ東京系列 | 月曜 - 木曜 11:35 - 12:05 | 2本立てのうちの1本のみ放送 |
| 岩手県         | テレビ岩手     | 日本テレビ系列 | 不定期放送                |                            |
| 山形県         | テレビユー山形 | TBS系列        | 金曜 15:55 - 16:24        | 週1回のみ放送              |
| 富山県         | 富山テレビ     | フジテレビ系列 | 土曜 09:55 - 10:50        | 週1回のみ放送              |
| 石川県         | 北陸放送       | TBS系列        | 月曜 14:50 - 15:48        | 週1回のみ放送              |
| 鳥取県・島根県 | 日本海テレビ   | 日本テレビ系列 | 日曜 06:15 - 06:45        | 週1回のみ放送              |

### 過去
| 放送対象地域 | 放送局       | 系列           | 放送日時           | 備考                           |
| ------------ | ------------ | -------------- | ------------------ | ------------------------------ |
| 宮城県       | ミヤギテレビ | 日本テレビ系列 | 日曜 05:50 - 06:45 | 2012年10月28日をもって打ち切り |

※その他、テレビ新潟（新潟県、日本テレビ系列）で単発で放送した事がある。

## テーマ曲
- ザ・ビートルズ『ヒア・カムズ・ザ・サン』